# ایر چویس وان
ایر چویس وان (به انگلیسی: Air Choice One) یک شرکت هواپیمایی با کد یاتا 3E است که در تاریخ ۱۹۷۹ میلادی تأسیس شده و در تاریخ ۲۰۱۰ فعالیتش را آغاز کرده‌است. دفتر مرکزی ایر چویس وان در Multi-Aero, Inc. واقع شده‌است و قطب این شرکت هواپیمایی در فرودگاه بین‌المللی لامبرت-ست لوی قرار دارد.